# Harald Norpoth
Harald Norpoth (ur. 22 sierpnia 1942 w Münsterze) – niemiecki lekkoatleta startujący z barwach Republiki Federalnej Niemiec, średnio- i długodystansowiec, medalista olimpijski z 1964 z Tokio.
Rozpoczął karierę międzynarodową na mistrzostwach Europy w 1962 w Belgradzie, gdzie startujące we wspólnej reprezentacji Niemiec awansował do finału biegu na 1500 metrów, którego jednak nie ukończył wskutek upadku. Na igrzyskach olimpijskich w 1964 w Tokio również startował we wspólnej reprezentacji olimpijskiej obu państw niemieckich. Zdobył tam srebrny medal w biegu na 5000 metrów, przegrywając jedynie z Amerykaninem Bobem Schulem.
Na późniejszych zawodach międzynarodowych występował już w barwach RFN. Na pierwszych europejskich igrzyskach halowych w 1966 w Dortmundzie zwyciężył w biegu na 3000 metrów. 7 czerwca 1966 w Kolonii ustanowił rekord Europy w biegu na 5000 metrów czasem 13:24,8. Na mistrzostwach Europy w 1966 w Budapeszcie zdobył najpierw brązowy medal w biegu na 1500 metrów za swym rodakiem Bodo Tümmlerem i Francuzem Michelem Jazy’m, a trzy dni później srebrny medal w biegu na 5000 metrów (ponownie pokonał go Jazy). W tym samym miesiącu (wrześniu) w Hagen ustanowił rekord świata w biegu na 2000 metrów wynikiem 4:57,8. Wraz z kolegami (byli to Bodo Tümmler, Walter Adams i Franz-Josef Kemper) ustanowił 13 czerwca 1968 w Fuldzie rekord świata w sztafecie 4 × 880 jardów (7:14,6).
Na igrzyskach olimpijskich w 1968 w Meksyku zajął 4. miejsce w biegu na 1500 metrów, a finału biegu na 5000 metrów nie ukończył. Został złotym medalistą europejskich igrzysk halowych w 1969 w Belgradzie w sztafecie 3 × 1000 m (razem z Norpothem biegli Anton Adam i Walter Adams). Podczas pierwszych halowych mistrzostw Europy w 1970 w Wiedniu zajął 2. miejsce w biegu na 3000 metrów. Na mistrzostwach Europy w 1971 w Helsinkach wywalczył brązowy medal w biegu na 5000 metrów (pokonali go Fin Juha Väätäinen i Francuz Jean Wadoux). Na halowych mistrzostwach Europy w 1972 w Grenoble zwyciężył w sztafecie 4 × 4 okrążenia (razem z nim biegli Thomas Wessinghage, Paul-Heinz Wellmann i Franz-Josef Kemper). W swym ostatnim występie na wielkiej międzynarodowej imprezie, na igrzyskach olimpijskich w 1972 w Monachium, zajął 6. miejsce w finale biegu na 5000 m.
Norpoth był mistrzem RFN w biegu na 1500 metrów w latach 1862–1964, wicemistrzem w 1965 i brązowym medalistą w 1961. W biegu na 5000 metrów był nieprzerwanie mistrzem RFN w latach 1966–1973. W 1970, 1972 i 1973 zdobył również mistrzostwo w sztafecie 4 × 1500 metrów oraz w biegu przełajowym na długim dystansie w 1964 i na krótkim dystansie w latach 1966–1968 i 1970–1972. W hali był mistrzem RFN w biegu na 1500 metrów w 1962, 1963, 1970 i 1971, a także w sztafecie 3 × 1000 metrów w latach 1966–1968, 1972 i 1973.
Był rekordzistą RFN w biegu na 1500 metrów z czasem 3:41,2, uzyskanym 20 września 1962 w Hamburgu i czterokrotnie w biegu na 5000 metrów do rezultatu 13:20,49 osiągniętego 12 lipca 1973 w Monachium.
Po zakończeniu kariery sportowej Norpoth był nauczycielem sportu w szkole sportowej Bundeswehry w Warendorfie.

## Rekordy życiowe
- bieg na 1500 metrów – 3:39,7 (17 września 1966, Warszawa)
- bieg na milę – 3:57,2 (7 września 1971, Berlin)
- bieg na 5000 metrów – 13:20,49 (12 lipca 1973, Monachium)[18]